# Kimbwandènde Kia Bunseki Fu-Kiau
Kimbwandènde Kia Bunseki Fu-Kiau (nascido em Manianga, Congo Belga, em 4 de abril de 1934 – falecido em 29 de novembro de 2013), também conhecido como Andele Fu-Kiau Kia Bunseki-Lumanisa, foi um renomado antropólogo, historiador e educador congolês.

## Biografia
Kimbwandènde Kia Bunseki Fu-Kiau cresceu no Baixo Congo (atual Congo Central), imerso na agitação e renovação do kintuadi (o movimento kimbanguista original), que contribuiu para os esforços da Segunda Guerra Mundial.
Ele foi um participante ativo do vasto movimento de renascimento e revalorização da cultura kôngo, cuja ilustração política é a ABAKO. Suas pesquisas sobre a história e antropologia kôngo foram iniciadas por meio de imersão.
Fu-Kiau foi iniciado nas tradições do Lémba, do kimpasi e do kinkimba. Em 1964, ele criou o Luyolungúnu Iwa Kumba nsi institute e o Kinkimba kia Kongo à Luozi. Essas instituições foram estabelecidas como escolas e institutos de pesquisa de humanidades kôngo, com o ensino conduzido em Kikongo. Havia a intenção de expandir essa iniciativa para as outras três línguas nacionais da República Democrática do Congo: suaíli, tshiluba e lingala. Foi nesses locais que ele compôs seus primeiros trabalhos escritos em kikongo.

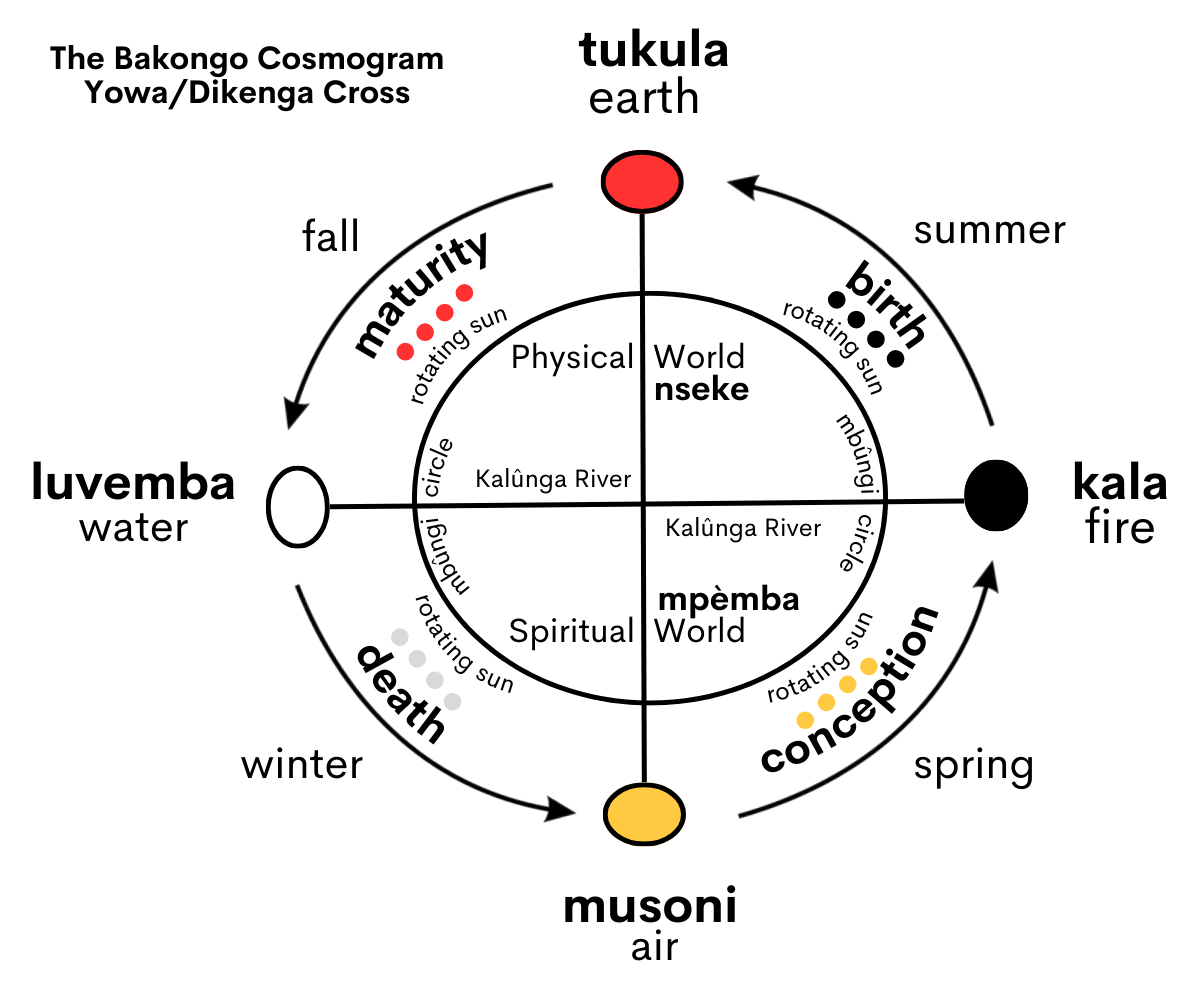
Cosmograma congo

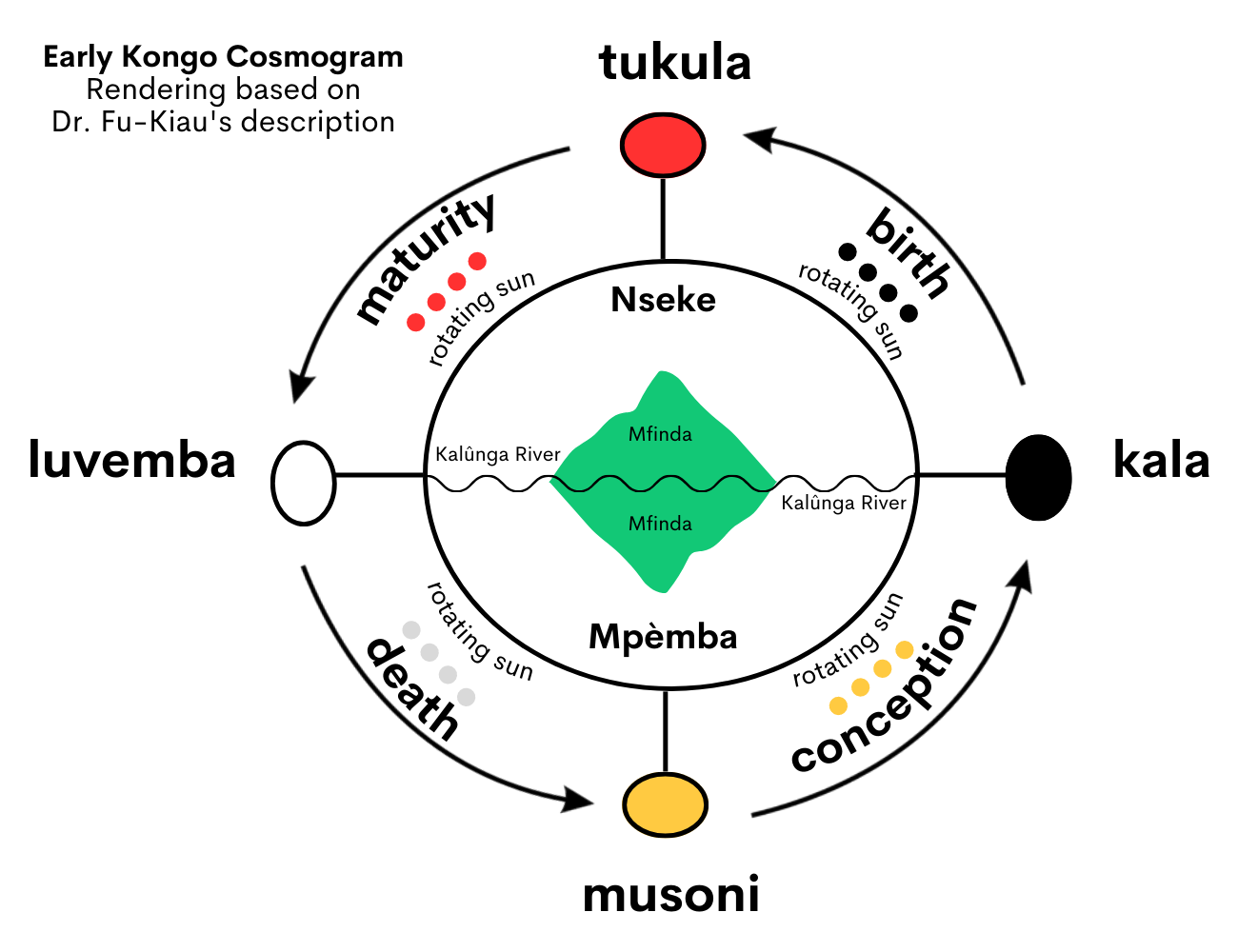
Cosmograma congo alternativo

Na década de 1970, devido à deriva autoritária do regime de Mobutu, Kimbwandènde Kia Bunseki Fu-Kiau exilou-se e continuou suas pesquisas nos Estados Unidos da América. Lá, ele obteve graduação em Antropologia Cultural, um mestrado em Administração Escolar e um PhD em Educação e Desenvolvimento Comunitário.
Ele é um dos autores listados pela editora PAARI Éditeur, e entre as publicações em que ele é autor está N‘Kongo ye nza yakun’zungidila – Nza-Kôngo.
Bunseki Fu-Kiau|Fu-Kiau descreveu alguns cosmogramas pré-coloniais com mfinda como uma ponte entre os dois mundos.